# Altdeutsche Genesis
Die Altdeutsche Genesis ist eine frühmittelhochdeutsche, dichterische Bearbeitung der biblischen Genesis aus der zweiten Hälfte des 11. Jahrhunderts (ca. 1060–1080). Das Werk ist in drei Fassungen überliefert, die alle ins 12. Jahrhundert datiert werden: in der Wiener und Millstätter Handschrift, die auf eine gemeinsame Vorlage zurückgehen, sowie in der Vorauer Sammelhandschrift.

## Entstehung und Überlieferung
Der Autor wie auch der Entstehungsort des Archetyps, also der ursprünglichen Fassung der Altdeutschen Genesis, sind unbekannt. Entstehungszeit und Inhalt sprechen für den geistlichen Stand des Verfassers, der sich allerdings nicht näher eingrenzen lässt. Aufgrund der bairisch-österreichischen Schreibsprache der drei überlieferten Versionen wird vermutet, dass der Archetyp aus dem bairisch-österreichischen Sprachraum stammt. Der Auftraggeber ist unbekannt. Auch der Adressatenkreis ist unklar: Hinter der in der Wiener und Millstätter Genesis überlieferten Anrede im Prolog mit mîne lieben und der predigthaften Aufforderung nû vernemet (…) eine rede wurden in der Forschung Laien vom Bauern- bis zum Adelsstand, Weltgeistliche oder Ordensgeistliche vermutet; die Publikumsfrage ließ sich bisher nicht überzeugend klären.
Prolog der Wiener Genesis

(Demutsformel, Publikumsanrede und Ankündigung einer rede)

NV fer nemet, mine liebe, ich wil iu aine rede fore tuon.

ube mir got der guote geruochet ſenten zemuote

daz ich chunne reden alſo ich diu buoch hore zelen,

ſo wurde diu zala minnechlich: denne goteſ wuntere iſt niwetclich. (V. 1-4)
Prolog der Millstätter Genesis

(Demutsformel, Publikumsanrede und Ankündigung einer rede)

Nv uernemet mine lieben, eine rede wil ich iv uorbrieuen:

obe mir got der guote geruochit ze ſenden ze muote,

daz ich wol chunde reden alſo ich div buoch hore zelen,

ſo wrde min ſprechen lobelich: dem goteſ wndir iſt niht g(eli)ch. (V. 1-4)
Prolog der 'Vorauer Bücher Mosis' in der Vorauer Handschrift

(Demutsformel und Ankündigung einer rede ohne Publikumsansprache)

Getorste ich uon minen ſunden, ſo wolde ich ev gerne chunden

vone mineme ſchaphâre eine rede here. (V. 1f.)

Die Vorauer Genesis ersetzt den Prolog der 'Altdeutschen Genesis' durch den Prolog der jüngeren 'Vorauer Bücher Mosis'; dieser enthält keinerlei Hinweise mehr auf ein mögliches Publikum.
Die Wiener Genesis war wohl für den Vortrag gedacht (vgl. rede fore tuon in Vers 1, im Gegensatz zur Millstätter Genesis: uorbrieuen), den man sich gesungen oder gesangsartig in der Art einer Lectio rezitiert vorstellen kann. Der mögliche Zeitpunkt des Vortrags im Laufe des Kirchenjahrs ist umstritten; für einen Vortrag der Wiener Genesis in der Fastenzeit sprechen die Hervorhebung von Themen wie Sünde, Reue und Buße (bes. in der Wiener Textfassung) sowie die lateinische Formel laus tibi domine (Wiener Genesis, V. 526 bzw. Millstätter Genesis, S. 21 V. 2), welche in der fastenzeitlichen Lesung von Gn 1-14 typischerweise das sonst übliche Halleluja der Liturgie ersetzt. Gegen die Annahme der liturgischen Verwendung der Wiener Genesis zur Fastenzeit und überhaupt gegen eine zeitliche Einordnung ins Kirchenjahr spricht allerdings, dass sie nicht in einzelne Lektionen unterteilbar ist; man wird „wohl kaum mehr behaupten dürfen, als daß die Wi(ener) G(enesis) durch die Liturgie der Fastenzeit angeregt wurde und der Text deutliche Affinitäten zur Liturgie besitzt.“
Wahrscheinlich gehen die Wiener und die Millstätter Genesis nicht unmittelbar auf die Ursprungsfassung zurück. Es wird eine gemeinsame Vorlage *WM angenommen, die ihrerseits eine Redaktion der Altdeutschen Genesis war. Die Vorauer Handschrift ist hingegen nicht auf die *WM zurückzuführen. Dieses Handschriftenstemma für die Überlieferung der 'Altdeutschen Genesis' wurde erstmals von Joseph Diemer formuliert und ist weitgehend unumstritten.

## Inhalt
Die Textgrundlage für die Altdeutsche Genesis ist das Buch Genesis des Alten Testaments und reicht von der Schöpfungsgeschichte bis zum Tode Josephs. Dabei hält sich der Text größtenteils an die Vulgata, es gibt allerdings auch wesentliche Unterschiede. Viele Bereiche wurden so abgeändert, dass der handelnde Mensch im Mittelpunkt der Heilsgeschichte steht. Zentrale Themen sind Sünde, Beichte, Reue und Buße.
Dabei unterscheiden sich die Millstätter und die Wiener Genesis in Inhalt und Textaufbau kaum voneinander. Genauer ist die Millstätter Genesis als jüngere Bearbeitung der Altdeutschen Genesis zu betrachten, da sie sich um eine zeitgemäßere Sprache und eine Glättung der Reime bemüht. Die Vorauer Handschrift weicht inhaltlich sehr von der Millstätter und Wiener Genesis ab und übernimmt nur die Josephsgeschichte, die jedoch auf einer gemeinsamen Vorlage beruht und nicht direkt aus der Wiener Handschrift übertragen wurde. In der Vorauer Genesis ist die göttliche Trinität ein Leitmotiv.
Die Kürzungen und Auslassungen, die in der Altdeutschen Genesis gegenüber der biblischen Vorlage vorgenommen wurden, fokussieren das Erzählte auf Hauptpersonen und -ereignisse. Die Erzählintention wird zusätzlich durch Erweiterungen hervorgehoben. So wird z. B. der Mensch in den Mittelpunkt der Heilsgeschichte gestellt. In der Wiener und Millstätter Handschrift überwiegt im Gegensatz zur Vorauer die moralische Intention.

## Bildausstattung
Zwei der Handschriften der Altdeutsche Genesis sind mit Federzeichnungen ausgestattet.
In der Millstätter Handschrift finden sich in den Teilen Genesis insgesamt 87 Illustrationen, in roter, blauer und brauner Farbe.
Die Bilder sind einfach gehaltene Umrisszeichnungen ohne künstlerischen Anspruch und sind ohne Rahmung in den Text eingefügt.
Die Wiener Handschrift ist nur mit sieben Illustrationen ausgestattet, obwohl Platz für weitere Bilder ausgespart wurde, die aber nie ausgeführt worden sind. Die Aussparungen in der Wiener Handschrift sind an ähnlichen Stellen wie in der Millstätter, weshalb in der Forschung eine nähere Verwandtschaft der Handschriften angenommen wird.
Die Vorauer Genesis ist nicht mit Bildmaterial ausgestattet worden.

### Übersicht der Illustrationen

#### In der Wiener Handschrift
Federzeichnungen/Miniaturen
1. fol. Ir Gott in der Mandorla zwischen den Erzengeln Gabriel und Michael und die neun Chöre der Engel.
2. fol. Iv Luzifer auf dem Throne Gottes und die drei Erzengel.
3. fol. IIr Engelsturz: der Erzengel Michael schleudert den als Teufel abgebildeten Luzifer in die durch Flammen und Qualm dargestellte Hölle.
fol. IIv leer
4. fol. 4r Segnender Christus zwischen einem Mann und einer Frau (Stifterfiguren).
5. fol. 4v Heiliger Bischof zwischen zwei (adligen?) Bestellern. Ein Attribut des Heiligen fehlt.
6. fol. 5r Heiliger zwischen zwei Greisen, vielleicht die Verklärung Christi (Christus zwischen Moses und Elias).
7. fol. 5v Gott und männliche Figur.[27]

#### In der Millstätter Handschrift
Federzeichnungen/Miniaturen
- fol. 3r Beschluss, den Menschen zu schaffen
- fol. 3v Erschaffung Adams
- fol. 6r Beseelung Adams
- fol. 8r Adam zwischen dem Baum des Lebens und dem der Erkenntnis
- fol. 9r Adam gibt den Tieren Namen
- fol. 9v Erschaffung Evas
- fol. 10r Versuchung Evas
- fol. 11r Sündenfall
- fol. 12r Entdeckung
- fol. 14v Vertreibung aus dem Paradies
- fol. 16v Engel als Wächter am Paradiesestor
- fol. 17r Beilager Adams und Evas
- fol. 18r Geburt Kains
- fol. 19r Opfer Kains und Abels
- fol. 19v Brudermord
- fol. 21r Befehl an Noah zum Archebau
- fol. 21r Einzug in die Arche
- fol. 22r Auszug aus der Arche
- fol. 22r Noahs Dankopfer
- fol. 23r Noahs Blöße und Hams Spott
- fol. 23r Noahs Fluch über Ham
- fol. 24r Turmbau zu Babel
- fol. 24v Erwählung Abrahams
- fol. 25v Verheißung an Abraham
- fol. 26r Sara legt Hagar zu ihrem Mann
- fol. 26v Geburt Ismaels
- fol. 27r Gebot der Beschneidung
- fol. 27r Besuch der drei Engel bei Abraham
- fol. 28r Geburt und Beschneidung Isaaks
- fol. 28v Hagar in der Wüste
- fol. 29v Opferung Isaaks
- fol. 29v ausgesparter Bildraum (Saras Tod)
- fol. 30r Abraham schickt seinen Knecht zur Werbung aus
- fol. 31v Rückkehr mit Rebekka
- fol. 32r Abrahams Tod
- fol. 32v Isaaks Gebet und die Geburt Esaus und Jakobs
- fol. 33r Jakob unterm Zelt
- fol. 33v Esau verkauft seine Erstgeburt
- fol. 34r Isaak und Rebekka vor Abimelech
- fol. 34v Isaak schickt Esau auf die Jagd
- fol. 35r Segnung Jakobs
- fol. 36r Esaus Rückkehr
- fol. 37v Jakobs Abschied
- fol. 37v Jakobs Traum von der Himmelsleiter
- fol. 38r Jakobs Gelübde zu Bethel
- fol. 38v Begegnung Jakobs und Rahels am Brunnen
- fol. 40v Rahel überlässt Jakob der Lea um Liebesäpfel
- fol. 42v Jakobs Auszug aus Labans Haus
- fol. 43v Laban sucht seine Götzen
- fol. 45r Jakobs Kampf mit dem Engel
- fol. 46r Begegnung Jakobs und Esaus
- fol. 47r Blutbad zu Sichem
- fol. 49r Geburt Benjamins und Rahels Tod
- fol. 49v Isaaks Tod
- fol. 50r Versöhnung zwischen Esau und Jakob
- fol. 51r Josephs erste Traumerzählung
- fol. 51v Josephs zweite Traumerzählung
- fol. 52r Verkauf Josephs an die Ägypter
- fol. 53v Verkauf Josephs an Potiphar
- fol. 55r Josephs Flucht vor der Frau des Potiphar
- fol. 55v Bäcker und Schenk in den Kerker geworfen
- fol. 57r Joseph als Traumdeuter zwischen Bäcker und Mundschenk
- fol. 57v Traum des Königs und Hinweis auf Joseph im Kerker
- fol. 58v Joseph vor dem König
- fol. 59v Joseph wird die Statthalterschaft über Ägypten verliehen
- fol. 60v Josephs Vermählung
- fol. 61r Joseph und seine Familie
- fol. 61v Jakob schickt seine Söhne ohne Benjamin nach Ägypten
- fol. 62v Einkerkerung der Brüder Josephs
- fol. 63r Entlassung der Brüder aus dem Kerker
- fol. 63v Heimsendung, Simeon als Geisel zurückbehalten
- fol. 65v Zweite Ankunft der Brüder mit Benjamin bei Joseph
- fol. 66v Joseph erblickt Benjamin und wendet sich ab
- fol. 68r Joseph gibt sich den Brüdern zu erkennen
- fol. 69v Rückkehr mit dem Goldbecher
- fol. 70v Joseph mit seinen Brüdern vor dem König
- fol. 71v Judas übergibt seinen Vater Josephs Geschenke
- fol. 72r Aufbruch Jakobs und der Seinen nach Ägypten
- fol. 72v Gott erscheint Jakob im Traum
- fol. 74r Jakob und seine Söhne vor dem König
- fol. 74v Kornverkauf in der Hungersnot (unkenntlich)
- fol. 75v Joseph mit seinen Söhnen und Brüdern an Jakobs Sterbelager
- fol. 76r Jakobs Segen über Ephraim und Manasse
- fol. 76v Jakob segnet seine Söhne
- fol. 83r Seelenschoß der drei Patriarchen
- fol. 83v Totenklage um Jakob
- fol. 84r Leichenzug nach Kanaan
- fol. 84v Josephs Tod[28]